# Josep Samitier i Martí
Josep Samitier Martí (Barcelona 1960), Catedràtic d'electrònica a la Facultat de Física (UB) de la Universitat de Barcelona i rector de la mateixa l'any 2008.

## Biografia
Catedràtic d'Electrònica a la Facultat de Física (UB) de la Universitat de Barcelona, ha impartit classes en els estudis de Física, d'Enginyeria electrònica i d'Enginyeria biomèdica. Coordina i participa en xarxes i projectes nacionals i europeus, gran part dels quals estan orientats a la investigació i al desenvolupament de microsistemes i de les nanotecnologies. És membre de l'Institut de Nanociència i Nanotecnologia de la Universitat de Barcelona (IN2UB), coordinador del Grup d'Investigació de Sistemes d'Instrumentació i Comunicacions (SIC), director del Laboratori de Nanobioenginyeria, adscrit a l'Institut de Bioenginyeria de Catalunya (IBEC), i director adjunt del Centre d'Investigació Biomèdica en Xarxa - Bioenginyeria, Biomaterials i Nanomedicina (CIBER-BBN). També fou coordinador de la Plataforma Tecnològica Espanyola de Nanociència des de la seva fundació i codirector del Centre d'Enginyeria de Microsistemes (CEMIC) de la Xarxa d'Innovació Tecnològica XiT.
Durant quatre anys va exercir de subdirector del Parc Científic de Barcelona
L'any 2003 va rebre el Premi Ciutat de Barcelona en la categoria d'innovació tecnològica. Des de juny de 2005 ha estat vicerector de Política Internacional, i des de gener de 2007, vicerector d'Innovació i Programes Internacionals d'Investigació de la Universitat de Barcelona. De l'abril al novembre del 2008 ha estat rector en funcions, a proposta de l'anterior rector, Màrius Rubiralta i Alcañiz

## Publicacions
- Moreno Pastor, José Antonio. Análisis de óxidos de silicio y estructuras multicapa para aplicaciones microelectrónicas . directores: Josep Samitier Martí, Blas Garrido Fernández ; tutor: Albert Cornet Calveras. Barcelona, Universitat de Barcelona, Dpt. d'Electrònica.2000, Disponible a : Tesi doctoral en línia

- Castillo Fernández, Óscar. Analysis and characterisation of biological samples in nano and microfluidic devices using AC and DC electric fields.Tesi doctoral dirigida per: Josep Samitier Martí. Barcelona, Universitat de Barcelona, 2012. Disponible a: Catàleg de les biblioteques de la UB[Enllaç no actiu]

- Casas Cazorla, Yolanda. Avaluació de la tecnologia Jini en l'entorn industrial. Tesi doctoral dirigida per Josep Samitier Martí, Barcelona, Universitat de Barcelona, 2002. Disponible a: Catàleg de les biblioteques de la UB[Enllaç no actiu]

- Comelles Pujadas, Jordi.Biochemical gradients on poly(methyl methacrylate) surfaces. Tesi doctoral. Tutor Josep Smitier Martí. Barcelona, Universitat de Barcelona, 2012. Disponible a : Catàleg de les biblioteques de la UB[Enllaç no actiu]